# Pencey Prep
Pencey Prep – nieistniejący już zespół, kierujący się wieloma stylami, tj.: punk i indie rock. Składał się z eks-członków zespołów: Sector 12 oraz Stick Figure Suicide. W skład wchodzili: Frank Iero, Shaun Simon, John „Hambone” McGuire, Neil Sabatino i Tim Hagevik. Zespół nagrał tylko jeden album – Heartbreak in Stereo wydany w 2001 roku przez wytwórnię Eyeball Records. Niedługo po tym rozwiązał się. Stało się to dużym utrudnieniem do znalezienia w sklepach płyty zespołu. W 2007 Eyeball Records wprowadził na rynek reedycję płyty.
Pencey Prep występował z zespołami takimi jak Nada Surf, The Strokes, Thursday, New Found Glory, Brand New.
Frank Iero wstąpił do zespołu My Chemical Romance, gdzie udzielał się jako jeden z gitarzystów oraz wokalista towarzyszący. Gra także w zespole Leathermouth jako gitarzysta i wokalista.
John „Hambone” McGuire i Neil Sabatino grają w zespole Fairmont.

## Członkowie
- Frank Iero (śpiew, gitara)
- Neil Sabatino (gitara, śpiew towarzyszący)
- John „Hambone” McGuire (gitara basowa, śpiew towarzyszący)
- Shaun Simon (keyboard, moog)
- Tim Hagevik (perkusja)

## Dyskografia
- Trying to Escape the Inevitable (Demo) (2000)
- Long Walk to Forever (2000)
- Heartbreak in Stereo (Listopad 26, 2001)

## B-sides
- „Attention Reader” (kiedyś pod nazwą „I Am a Graveyard”) – 5:24
- „Rebuilding Home”
- „Heroin Slow” – 3:55
- „Home” – 4:11
- „The Secret Goldfish” (wersja akustyczna) – 4:38